# Tetrocycloecia flabellaris
Tetrocycloecia flabellaris är en mossdjursart som beskrevs av Ferdinand Canu och Ray Smith Bassler 1929. Tetrocycloecia flabellaris ingår i släktet Tetrocycloecia och familjen Tretocycloeciidae. Inga underarter finns listade i Catalogue of Life.